# Halina Promieńska
Halina Promieńska (ur. 21 grudnia 1935 w Bydgoszczy, zm. 2020) – polska etyczka, prof. dr hab. Uniwersytetu Śląskiego.

## Życiorys
W 1959 r. ukończyła studia filozoficzne na Uniwersytecie Warszawskim.
Od 1968 r. pracowała w Instytucie Filozofii na Wydziale Nauk Społecznych Uniwersytetu Śląskiego, gdzie współorganizowała, a następnie kierowała Zakładem Etyki. W 1996 r. uzyskała tytuł profesora, a w 2006 r. przeszła na emeryturę. 
Była członkiem Polskiej Akademii Nauk, członkiem Komitetu Etyki w Nauce przy Prezydium PAN.

## Obszar zainteresowań
Zajmowała się epistemologią etyki, etyką praktyczną i bioetyką .
W swoich pracach porównywała poznanie w naukach przyrodniczych i w etyce. W swoich analizach sięgała po dorobek psychologii i psychiatrii. Problematyka etyczna zestawiana była z psychopatologią struktur poznawczych człowieka i rozpatrywana w powiązaniu z ewolucjonizmem .